# Caritas (list)
Caritas je informativni povremenik koji izdaje Caritas Zagrebačke nadbiskupije.
Glavni urednik je Zvonko Erceg. List izlazi u 7000 primjeraka.